# Pseudoinversa
En matemàtiques, donada una matriu {\displaystyle A}, la pseudoinversa o inversa generalitzada d'A és una matriu {\displaystyle A-} tal que satisfà:
{\displaystyle AA-A=A}
En general, donada una matriu, d'inverses generalitzades n'hi ha diverses. D'antre elles hi ha la matriu inversa generalitzada de Moore-Penrose, que és única quan a més a més de la condició anterior, se n'hi afegeixen unes altres d'addicionals:
A- A A- = A-
(A A-)' = A- A
(A- A)' = A A-
La matriu inversa generalitzada de Moore-Penrose deu el seu nom a Moore (1920) i Penrose (1955). Sembla que aquest darrer feu la recerca sense conèixer els resultats de Moore.

## Aplicacions
La resolució d'un sistema per mínims quadràtics es pot realitzar mitjançant la inversa generalitzada quan no és possible calcular la matriu inversa.